# Angourie Rice
Pour les articles homonymes, voir Rice.
Angourie Rice est une actrice australienne, née le 1er janvier 2001 à Melbourne.
Elle est surtout connue pour ses rôles dans les films These Final Hours et The Nice Guys ainsi que son incarnation de  Betty Brant dans la trilogie Spider-Man de Tom Holland.

## Biographie
Angourie Rice vit à Melbourne, avec ses parents Jeremy Rice d'origine hongroise, un réalisateur et Kate Rice, une écrivain d'origine écossaise. Elle a aussi vécu à Perth pendant cinq ans et à Munich, en Allemagne pendant un an avant de déménager à Melbourne.

## Carrière
Elle fait ses débuts en 2013 en apparaissant au casting de These Final Hours, un thriller apocalyptique écrit et réalisée par Zak Hilditch,. La même année, elle fait une apparition pour les séquences live du film d'animation Sur la terre des dinosaures.
En 2015, elle figure au casting des séries The Doctor Blake Mysteries, Worst Year of My Life Again, et Mako: Island of Secrets.
En 2016, elle fait partie du casting du film de science-fiction Nowhere Boys: The Book of Shadows,. Puis la même année, elle figure au casting du film de Shane Black The Nice Guys aux côtés de Ryan Gosling et Russell Crowe,.
Début juillet 2016, il est annoncé qu'elle figurerait au casting du prochain Spider-Man. Elle joue Betty Brant, une jeune journaliste au lycée, dans le film Spider-Man: Homecoming de 2017. Elle a repris ce rôle, cette fois dans un rôle plus significatif, dans la suite de Spider-Man: Far From Home de 2019.

## Filmographie

### Cinéma

#### Longs métrages
- 2013 : These Final Hours de Zak Hilditch : Rose
- 2013 : Sur la terre des dinosaures (Walking with Dinosaurs) de Neil Nightingale et Barry Cook : Jade
- 2016 : Nowhere Boys : Le Livre des Ombres de David Caesar (Nowhere Boys: The Book of Shadows) : Tegan
- 2016 : The Nice Guys de Shane Black : Holly March
- 2017 : Spider-Man: Homecoming de Jon Watts : Betty Brant
- 2017 : Les Proies de Sofia Coppola  : Jane
- 2017 : Jasper Jones de Rachel Perkins : Eliza Wishart
- 2018 : Every Day : Rhiannon
- 2018 : Les Petites robes noires (Ladies in Black) de Bruce Beresford : Lisa
- 2019 : Spider-Man: Far From Home de Jon Watts : Betty Brant
- 2020 : Daisy Quokka: World's Scariest Animal : Daisy Quokka (voix)
- 2021 : Spider-Man: No Way Home de Jon Watts : Betty Brant
- 2022 : Senior Year de Alex Hardcastle : Stephanie Conway adolescente
- 2022 : Honor Society de Oran Zegman : Honor Rose
- 2024 : Mean Girls : Lolita malgré moi (Mean Girls) d'Arturo Perez Jr. et Samantha Jayne : Cady Heron

#### Courts métrages
- 2009 : Hidden Clouds : Edith
- 2011 : Mercy : Mercy
- 2011 : Transmission : Tilly
- 2013 : Coping : Lou Lou

### Séries télévisées
- 2014 : The Doctor Blake Mysteries : Lisa Wooton
- 2014 : Worst Year of My Life Again : Ruby
- 2015 : Les Sirènes de Mako : Neppy
- 2019 : Black Mirror : Rachel
- 2021 : Mare of Easttown  : Siobhan Sheehan (7 épisodes)
- 2023 : The Last Thing He Told Me  : Bailey Michaels / Kristin (7 épisodes)